# 拉格蘭奇 (密蘇里州)
拉格蘭奇（英語：La Grange）是位於美國密蘇里州劉易斯縣的城市。

## 人口
根據2020年美國人口普查的數據，拉格蘭奇的面積為4.81平方千米，當中陸地面積為4.03平方千米，而水域面積為0.78平方千米。當地共有人口825人，而人口密度為每平方千米172人。